# زولوتشيف (كاركيفسكا)
زولوتشيف (Золочів) هي مدينة في مقاطعة كاركيفسكا في أوكرانيا.
يبلغ عدد سكانها حوالي 11117   نسمة.